# Large Two Forms

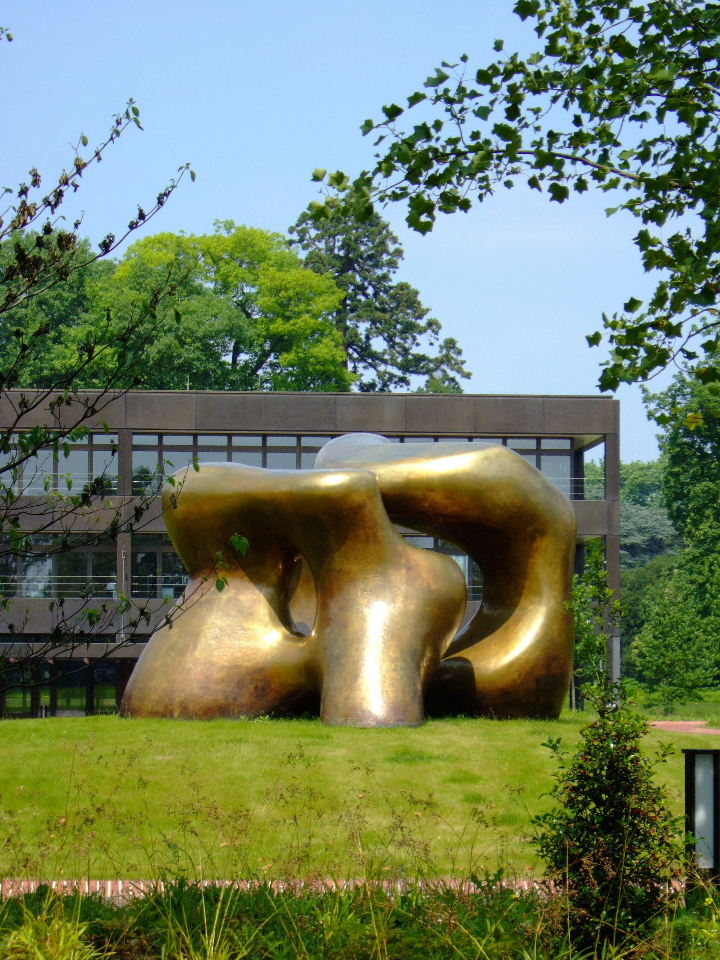
Large Two Forms (2006)

Large Two Forms ist eine Bronzeskulptur des Bildhauers Henry Moore in Bonn, die sich seit 1979 vor dem ehemaligen Bundeskanzleramt (Bundesministerium für wirtschaftliche Zusammenarbeit und Entwicklung) befindet. Sie steht als Baudenkmal unter Denkmalschutz.

## Geschichte
Die Skulptur  geht auf zwei kleine Marmorfiguren (Two forms), die Henry Moore 1966 geschaffen hatte, sowie ein Gipsmodell zurück, das die Grundlage für ein knapp ein Meter hohes Werkmodell aus rotem Travertinmarmor bildete. In Originalgröße entstanden eine Kunststofffassung sowie 1969 und 1971 Fassungen in Fiberglas. Von der endgültigen Skulptur wurden außer dem Künstlerexemplar (Nr. 0/4) vier Abgüsse erstellt, von denen zwei Exemplare in den Besitz der Art Gallery of Ontario und des Neuberger Museum of Art in New York übergingen und ein weiteres im Besitz der Henry Moore Foundation verblieb:15 und 1978 anlässlich des 80. Geburtstags von Moore im Londoner Kensington Gardens aufgestellt wurde. 
Für die künstlerische Gestaltung des neu zu errichtenden Bundeskanzleramtes war 1972 ein offener Wettbewerb ausgeschrieben worden, zu dessen Siegern unter anderem Hans Dieter Bohnet mit seiner für den Außenbereich vorgesehenen Skulptur Integration 1976 (heute am Langen Eugen) gehörte. Auf Betreiben des Bundeskanzlers Helmut Schmidt wurde sie von dieser Stelle wieder entfernt. Stattdessen setzte sich Schmidt im Rahmen einer durch technische und bauliche Mängel notwendig gewordenen Neugestaltung des Vorplatzes für die Aufstellung des Kunstwerkes seines engen Freundes Henry Moore ein. Das zuvor in London stehende Exemplar (Nr. 4/4), gegossen von der Kunstgießerei Hermann Noack, wurde am 28. August 1979 zunächst als Leihgabe nach Bonn versetzt. Die offizielle Übergabe erfolgte im Beisein von Schmidt und Moore am 19. September 1979. 1981 erwarb die Bundesrepublik Deutschland das Kunstwerk auf einen Beschluss des Bundestags hin (Freigabe durch den Haushaltsausschuss am 12. Februar) für 650.000 DM gegen die Stimmen der parlamentarischen Opposition.:24
1992 wurde die Skulptur in Berlin von der Kunstgießerei Noack gereinigt, repariert, patiniert und mit Acrylharz überzogen.:67 Bis zur Verlegung des Regierungssitzes nach Berlin (1999) war sie – als Einrahmung des Bundeskanzleramts – im Rahmen der politischen Berichterstattung eine der im Fernsehen meistgezeigten Skulpturen in Deutschland.:7 Ihre Eintragung in die Denkmalliste der Stadt Bonn erfolgte am 2. Dezember 1999.

„Für mich ist dieses Kunstwerk auf dem neuen Grün des Vorplatzes ein Zeichen für Leben, ein Symbol für menschliche Verbundenheit, auch ein Ausdruck für Menschlichkeit. Und diese Wirkung teilt sich – so meine ich – dem ganzen Platz mit.“

## Beschreibung
Die Skulptur befindet sich auf einer kleinen Anhöhe gegenüber dem Eingang des ehemaligen Bundeskanzleramts auf einem Bodenbelag aus rötlichem Klinker. Sie misst 365×610×400 cm und besteht aus zwei biomorphen Formen mit ovalen Öffnungen, die zueinander in Beziehung gesetzt sind: eine konvexe und eine konkav gewölbte. Die Bronze nimmt je nach Helligkeit verschiedene Farberscheinungen an, von gold bis tiefbraun. Die Oberfläche ist mit einem Überzug aus Klarlack gegen Nachdunkeln geschützt.:14

## Rezeption
Zu der Frage, ob der Skulptur eine politische Funktion zukomme, bestehen von kunsthistorischer Seite unterschiedliche Auffassungen. Während der Kunstkritiker Walter Grasskamp ihr mit Blick auf die unterstellte Staatsferne des Bildhauers Moore und seiner Werke eine solche abspricht, sieht die Kunsthistorikerin Silke Wenk in dem „kräftigen optischen Akzent gegenüber der düsteren Monotonie der Fassaden des Gebäudes“ eine Markierung staatlicher Macht. In Boulevardzeitungen wurde insbesondere auf die durch die runden Formen der Skulptur evozierte erotische Wirkung abgehoben.:25

„Die Skulptur »Large Two Forms« ist lesbar als Metapher privater Beziehungen, als Bild elementarer Faszinationen und Schrecken in den modernen Verhältnissen zwischen den Geschlechtern; sie ist aber auch entzifferbar als Metapher für Erfahrungen mit dem modernen Staat, der als Sozialstaat alles zu erfassen verspricht – und droht.“